# Кременчуксвітло
КП «Кременчуксвітло» (Кременчуцьке комунальне підприємство електромереж зовнішнього освітлення «Міськсвітло») — єдина спеціалізована організація міста Кременчука, яка забезпечує освітлення вулиць міста.
Основними видами діяльності МКП ЕЗО «Міськсвітло» є:
- утримання та експлуатація
- поточний та капітальний ремонт
- реконструкція та нове будівництво електромереж зовнішнього освітлення

На балансі підприємства знаходиться 1093,4 км мереж зовнішнього освітлення, 11,4 тисяч одиниць світлоточок.